# Kommanditgesellschaft (Deutschland)
Eine Kommanditgesellschaft (KG) ist eine Personengesellschaft, bei der mindestens ein persönlich haftender Gesellschafter (Komplementär) und mindestens ein beschränkt haftender Gesellschafter (Kommanditist) vorhanden sind, die unter einer gemeinsamen Firma ein Handelsgewerbe betreiben (vgl. 161 HGB). Eine KG ist dabei aber keine juristische Person.

## Allgemeines
Personengesellschaften sind dadurch gekennzeichnet, dass mindestens ein persönlich haftender Gesellschafter vorhanden ist, der mit seinem gesamten Vermögen unbegrenzt für die Gesellschaftsverbindlichkeiten haftet. Die KG ist unter den Personengesellschaften die einzige Mischform, bei der neben diesem oder diesen persönlich haftenden Gesellschaftern auch ein Gesellschafter existiert, der lediglich mit seiner Kapitaleinlage haftet. Der mit seinem gesamten Vermögen haftende Gesellschafter heißt Komplementär, der lediglich mit seiner Hafteinlage haftende ist der Kommanditist, nach dem die Rechtsform der KG benannt ist (§ 171 Abs. 1 Halbsatz 2 HGB).

## Geschichte
Ihr Name geht zurück auf die erstmals im Mai 1072 in Venedig unter der Bezeichnung Komturei (lateinisch commenda, aus lateinisch commendare, „anvertrauen“) auftauchende Rechtsform, die im Jahre 1166 in Pisa und Florenz gesetzliche Anerkennung erhielt. Mindestens zwei Kaufleute, der lediglich mit seinem Kapital haftende (italienisch commendatorius) sowie der auch mit seinem Privatvermögen haftende Kaufmann (italienisch commendatarius), vereinigten ihr Kapital für den Zweck des Seehandels, übertrugen die Ausführung einem Auftragnehmer (italienisch tractator), dem sie die Schiffe, Waren und Geld überließen. Ein Produzent beauftragte hierbei einen Kommissionär, der zugleich Kapitän sein konnte, mit dem Verkauf von Waren an einem überseeischen Ort. Im März 1673 fand die Commenda als Kommanditgesellschaft (französisch société en commadité) Eingang in die französische Handelsordonanz (französisch Ordonnance de Commerce), im September 1807 übernahm das französische Handelsgesetzbuch (französisch Code de Commerce) diese Rechtsform. Das im Mai 1861 erlassene deutsche ADHGB kannte als Rechtsformen die OHG (Art. 85 ff. ADHGB), Kommanditgesellschaft (Art. 150 ff. ADHGB), deren Unterart KGaA (Art. 173 ff. ADHGB) sowie die Aktiengesellschaft (Art. 207 ff. ADHGB). Die Kommanditgesellschaft galt als Handelsgesellschaft und damit als Kaufmann, weil sie nur zum Betrieb eines Handelsgewerbes gegründet werden konnte.

## Rechtsgrundlagen
Die Rechtsform der KG ist im HGB in den §§ 161 bis 177a HGB in Verbindung mit § 105 Abs. 3 HGB in Verbindung mit § 705 BGB abschließend geregelt.

### Gründung
Die Gründung setzt den Abschluss eines Gesellschaftsvertrages zwischen mindestens einem Komplementär und einem Kommanditisten voraus, in dem sich die Gesellschafter gegenseitig verpflichten, die Erreichung eines gemeinsamen Zweckes in der durch den Vertrag bestimmten Weise zu fördern, der u. a. Dauer, Kündigungsmöglichkeit und Haftsumme des Kommanditisten bestimmt, insbesondere die vereinbarten Beiträge im Sinne der §§ 705-740c BGB zu leisten. Einlagen (auch Kommanditanteile) sind unübertragbar, sofern nicht im Gesellschaftsvertrag etwas Abweichendes bestimmt ist, z. B. Übertragbarkeit der Kommanditanteile bei Zustimmung (1) der Komplementäre, (2) einer Mehrheit der Gesellschafter. Herabsetzung der Kommanditeinlage(n) ist grundsätzlich möglich, jedoch gegenüber den Gesellschaftsgläubigern unwirksam, solange sie nicht im Handelsregister eingetragen und verlautbart ist. Das Innenverhältnis der Gesellschafter bestimmt sich weitgehend nach dem Kommanditvertrag, sonst gemäß §§ 163 ff. HGB. Ein gesetzliches Wettbewerbsverbot besteht nur für die Komplementäre, § 165 HGB, doch ergeben sich auch für die Kommanditisten Einschränkungen aus der Treuepflicht des Gesellschafters. Gegenüber Dritten besteht die KG bereits mit Aufnahme der Geschäfte (§ 161 in Verbindung mit § 123 Abs. 2 HGB). Die KG ist zur Eintragung im Handelsregister, beim Gewerbeamt und dem Finanzamt anzumelden, in der Regel außerdem bei der Industrie- und Handelskammer.

### Firma
Die Firma einer KG kann eine Personen-, Sach- oder Mischfirma sein. Der Zusatz Kommanditgesellschaft oder KG ist zwingend (§ 19 Abs. 1 Nr. 3 HGB). Kommanditisten dürfen im Namen geführt werden, solange der Geschäftsverkehr dadurch nicht über die Haftungsverhältnisse im Unternehmen in die Irre geführt wird.

### Gesellschafter

#### Komplementär (Vollhafter)
Die Komplementäre haben dieselben Pflichten und Rechte wie die Gesellschafter einer Offenen Handelsgesellschaft (OHG).
- Wesentliche Vorteile:
  - Erhöhung der Eigenkapitalausstattung durch Kommanditisten, ohne die Geschäftsführung oder Vertretung mit diesem teilen zu müssen,
  - Kapitalbeschaffung unter günstigerer Verzinsung oder günstigeren Bedingungen als bei Kreditinstituten,
  - Unternehmensdaten müssen nicht veröffentlicht werden, sofern mindestens eine natürliche Person Komplementär ist.

- Wesentlicher Nachteil:
  - Persönliche und unbeschränkte Haftung als Vollhafter (siehe Haftung der Gesellschafter).

#### Kommanditist (Teilhafter)
- Wesentliche Vorteile:
  - Beteiligung ohne Pflicht der Mitarbeit,
  - keine Haftung des Privatvermögens gegenüber Dritten (Ausnahme: beschränkte Haftung, wenn Kommanditeinlage nicht bis zur Höhe der Haftsumme geleistet wurde), vgl. § 171 I HGB.

- Wesentlicher Nachteil:
  - beschränkte Mitwirkungs- und Kontrollmöglichkeit oder gar keine Kontrollmöglichkeit.

#### Haftung der Gesellschafter
Nur die Komplementäre einer KG haften für die Verbindlichkeiten der Gesellschaft gleichrangig neben dem Gesellschaftsvermögen den Gläubigern als Gesamtschuldner persönlich und unbeschränkt. Scheidet ein Komplementär aus, haftet er für die bis dahin begründeten Verbindlichkeiten weiter.
Die Kommanditisten sind, soweit sie die bedungene Kommanditeinlage bis zur Höhe der Haftsumme an die Gesellschaft geleistet haben, den Gläubigern der Gesellschaft unmittelbar haftungsfrei. Solange die Einlage eines Kommanditisten nicht voll eingebracht ist, haftet der Kommanditist mit seinem Privatvermögen bis zur Höhe der im Handelsregister eingetragenen Haftsumme (vgl. § 171 I 1 HGB), wie die Komplementäre gem. den §§ 161 II, § 128 HGB. Die Erhöhung sowie die Herabsetzung einer Einlage ist durch die sämtlichen Gesellschafter zur Eintragung in das Handelsregister anzumelden (§ 175 I HGB). Eine nicht eingeforderte ausstehende Einlage auf das Kommanditkapital des Kommanditisten ist in der Bilanz als Posten „Ausstehende Einlage auf das Kommanditkapital“ zu aktivieren oder offen vom Kommanditkapital abzusetzen. Auch nach dem Ausscheiden eines Gesellschafters haftet dieser noch für die Verbindlichkeiten des Unternehmens für eine Dauer von fünf Jahren. Bei Kommanditisten lebt die persönliche Haftung nach Rückzahlung der Einlage bis zur Höhe der Haftsumme wieder auf. Nach § 172 Abs. 4 HGB ist jede Rückzahlung an den Kommanditisten haftungsbegründend, wenn und soweit dadurch der Kapitalanteil des Kommanditisten unter den Betrag seiner Haftsumme sinkt oder schon zuvor diesen Wert nicht mehr erreicht hat. Der Einlageschuldner einer GmbH leistet unter dem Gesichtspunkt der Kapitalaufbringung zum Zweck der „Darlehensgewährung“ an die von den Inferenten beherrschte GmbH & Co. KG nichts, wenn der eingezahlte Betrag absprachegemäß umgehend als Darlehen an diesen oder an eine von ihm beherrschte Gesellschaft zurückfließt, so dass eine erneute Zahlung der Stammeinlage zu leisten ist.

### Eintragung im Handelsregister
Die Gesellschafter müssen die KG im Handelsregister eintragen lassen (vgl. § 3 II HRV). Auch der Ein- oder Austritt eines Gesellschafters (§ 40 I 1 Nr. 3b)/5b) gg) HRV, § 106 II HGB), die Änderung der Firma (§ 13 III HRV, § 31 HGB), des Betriebszwecks (§ 24 IV HRV) oder die Sitzverlegung der KG (§ 24 II/III HRV, § 40 I 1 Nr. 2b) HRV) müssen zur Eintragung ins Handelsregister angemeldet werden (§ 107 HGB). Die Hafteinlage mindestens eines Gesellschafters (Kommanditisten) wird im Handelsregister eingetragen (§ 162 I 1 HGB). Die Eintragung in das Handelsregister ist rechtsbezeugend (deklaratorisch), die KG entsteht bereits mit Abschluss des Gesellschaftsvertrages und Aufnahme der Geschäfte zum Betreiben eines Handelsgewerbes; also schon vor Eintragung in das Handelsregister. Im Gegensatz zur KG entsteht die GmbH nach § 11 GmbHG erst mit der Eintragung in das Handelsregister und nicht bereits mit dem Zustandekommen des Gesellschaftsvertrages (Konstitutivwirkung). Die Haftung des Unternehmens tritt nicht erst mit dem Eintrag in das Handelsregister in Kraft, sondern schon mit der Geschäftsaufnahme.
Weitergehende Wirkung hat die Eintragung für die Haftungsbeschränkung des Kommanditisten (§ 176 HGB). Ab dem Eintritt des Kommanditisten in die Gesellschaft bis zu deren Eintragung haftet der Kommanditist grundsätzlich über seine Einlagesumme hinaus voll mit seinem gesamten Vermögen, wie ein Komplementär, es sei denn dem Gläubiger war die Gesellschafterstellung als Kommanditist bekannt.

### Geschäftsführung/Vertretung nach außen
Zur Führung der Geschäfte sind grundsätzlich nur die persönlich haftenden Gesellschafter (Komplementär) berechtigt und verpflichtet (§ 164 S. 1 HGB). Jeder Komplementär ist zur Vertretung der Gesellschaft alleine befugt (§ 125 in Verbindung mit § 161 HGB). Bei außergewöhnlichen Geschäften kann ein Gesellschafter den Handlungen eines anderen Gesellschafters widersprechen (§ 164 S. 1 Hs. 2 HGB).
Die Kommanditisten sind von der Führung der Geschäfte ausgeschlossen (§ 164 HGB) und zur Vertretung der Gesellschaft nicht ermächtigt (§ 170 HGB). Ihnen können jedoch durch Vertrag entsprechende Rechte (Prokura oder Handlungsvollmacht) erteilt werden. Ein Kommanditist hat ebenso wie der Gesellschafter einer Gesellschaft bürgerlichen Rechts und einer offenen Handelsgesellschaft einen aus seinem Mitgliedschaftsrecht folgenden Anspruch auf Kenntnis der Identität seines gesellschaftsvertraglichen Vertragspartners.
Vergütungen, die ein Gesellschafter für seine Tätigkeit im Dienst der Gesellschaft oder für die Hingabe von Darlehen oder für die Überlassung von Wirtschaftsgütern erhält, sind gemäß § 15 Abs. 1 Nr. 2 EStG steuerlich nicht als Betriebsausgabe abzugsfähig; sie sind bei der steuerlichen Gewinnverteilung dem jeweiligen Gesellschafter als Vorabgewinn zuzurechnen.

### Stimmrecht der Kommanditisten
1. Gesetzliche Regelung: Bei grundlegenden Gesellschafterbeschlüssen wie z. B. Abänderung des Gesellschaftsvertrages, Aufnahme neuer Gesellschafter und/oder Auflösung der Gesellschaft hat der Kommanditist gleichberechtigt mitzuwirken.
2. Durch Vertrag können dem Komplementär Vorrechte eingeräumt werden; Beschränkung der Kommanditistenrechte (z. B.: Mehrere Kommanditisten sind durch einen von ihnen zu Bestimmenden zu vertreten).
3. Bei größeren Kommanditgesellschaften kann analog zur AG für wichtige Beschlüsse Abstimmung nach Kapitalbeteiligung mit einfacher, 3/4-, 4/5-Mehrheit vereinbart werden, mitunter bei gleichzeitiger Einräumung von Stimmrechtsvorteilen für die Komplementäre.

### Gewinn- und Verlustverteilung
Die Aufteilung von Gewinn und Verlust auf die Gesellschafter ist gewöhnlich im Gesellschaftsvertrag geregelt. Wenn nichts Abweichendes geregelt ist, gilt nach § 168 und § 121 Abs. 1 und 2 HGB die Verteilung von Gewinn und Verlust im angemessenen Verhältnis, und zwar zuerst nach einer vierprozentigen Verzinsung der Kapitaleinlage. In der Praxis enthält wohl jeder schriftliche Gesellschaftsvertrag eine vom Gesetz abweichende Gewinnverteilungsregelung, so dass die gesetzliche Regelung einen seltenen Ausnahmefall darstellt. Nach dem Gesellschaftsvertrag können zulässige gewinnunabhängige Ausschüttungen an Kommanditisten (in der Rechtsform einer GmbH & Co KG) nur dann von der Gesellschaft zurückgefordert werden, wenn dies im Gesellschaftsvertrag vorgesehen ist.

### Rechts- und Parteifähigkeit
Eine KG kann unter ihrer Firma Rechte erwerben und Verbindlichkeiten eingehen; sie kann Eigentum und andere dingliche Rechte an Grundstücken und grundstücksgleichen Rechten erwerben und vor Gericht klagen und verklagt werden. Sie ist damit rechts- und parteifähig.

### Auflösung
Eine KG wird aufgelöst, wenn (vgl. § 161 II, § 131 I HGB)
- sie für eine bestimmte Zeit eingegangen worden ist, durch Zeitablauf;
- die Gesellschafter ihre Auflösung beschließen;
- wenn das Insolvenzverfahren über das Vermögen der Gesellschaft eröffnet wird;
- durch gerichtliche Entscheidung.

### Ausscheiden eines Gesellschafters
- Tod des Gesellschafters, wenn er Komplementär ist; beim Tod eines Kommanditisten wird die KG mit den Erben fortgesetzt, es sei denn, im Gesellschaftsvertrag ist etwas anderes vereinbart (§ 177 HGB),
- Eröffnung des Insolvenzverfahrens über sein Vermögen,
- Kündigung des Gesellschafters,
- Kündigung durch einen Privatgläubiger des Gesellschafters,
- Beschluss der Gesellschafterversammlung,
- Eintritt der im Gesellschaftsvertrag vereinbarten Ausscheidungsgründe (vgl. § 161 II[19] § 131 III HGB).

## Rechnungslegung
Eine KG ist Kaufmann im Sinne des Handelsgesetzbuchs (vgl. §§ 161, 1 HGB). Ein Kaufmann ist verpflichtet, Bücher zu führen und in diesen seine Handelsgeschäfte und die Lage seines Vermögens nach den Grundsätzen ordnungsmäßiger Buchführung (GoB) ersichtlich zu machen (§ 238 HGB). Ein Kaufmann hat zur Begründung seines Handelsgewerbes und für den Schluss eines jeden Geschäftsjahres einen das Verhältnis seines Vermögens und seiner Schulden darstellenden Abschluss (Eröffnungsbilanz, Bilanz) aufzustellen (§ 242 HGB).

## Steuerliche Behandlung
Die KG gilt allgemein im steuerlichen Sinne als Mitunternehmerschaft. Ausnahmen sind KGs, deren ausschließlicher Betriebszweck in der Vermögensverwaltung besteht.

### Sonderbetriebsvermögen
Wirtschaftsgüter, die ein Gesellschafter einer KG für Zwecke der KG nutzt, gehören zum Sonderbetriebsvermögen (SBV) des Gesellschafters; sie müssen in einer Sonderbilanz ausgewiesen werden. Es wird unterschieden zwischen SBV I und SBV II. SBV I beinhaltet alle Wirtschaftsgüter, die im Eigentum des Gesellschafters stehen, aber von der Gesellschaft genutzt werden, etwa ein Grundstück, das von einem Gesellschafter an die Gesellschaft vermietet wird. Positionen, die im SBV II aktiviert oder passiviert sind, werden von der Gesellschaft zwar nicht genutzt, stärken aber die Stellung des Gesellschafters innerhalb der Gesellschaft, beispielsweise ein Darlehen, mit dessen Hilfe der Gesellschafter seine Einlage in die Gesellschaft erbracht hat.
Die Wirtschaftsgüter der Sonderbilanzen gehören zum Gesamtvermögen (nicht: Gesamthandsvermögen) der Gesellschaft. Gewinne bzw. Verluste aus der Sonderbuchführung werden den entsprechenden Gesellschaftern vorab zugerechnet.

### Gewerbesteuer
Soweit es sich nicht um eine vermögensverwaltende Gesellschaft handelt ist die KG in der Regel gewerbesteuerpflichtig. Die von der KG zu zahlende Gewerbesteuer ist keine Betriebsausgabe mehr (§ 4 Abs. 5b EStG) und wird teilweise auf die Einkommensteuer der Gesellschafter angerechnet. Bei der Ermittlung des Gewerbeertrags wird ein Freibetrag von 24.500 € abgezogen (§ 11 Abs. 1 Satz 1 Nr. 1 GewStG).

### Einkommensteuer
Ein Gesellschafter einer KG erzielt aus seiner Beteiligung Einkünfte aus Gewerbebetrieb (§ 15 Abs. 1 Nr. 2 EStG). Sofern die KG nur vermögensverwaltend tätig wird, erzielen die Gesellschafter Einkünfte aus Vermietung und Verpachtung. Übt die KG allein eine freiberufliche Tätigkeit aus, werden die Einkünfte beim Gesellschafter als Einkünfte aus selbständiger Tätigkeit eingeordnet.
Einkommensteuerpflichtig ist nicht die KG, sondern jeder einzelne Gesellschafter. Es wird jedoch im Wege der einheitlichen und gesonderten Feststellung zunächst der Gewinn auf Ebene der KG ermittelt und danach entsprechend der Beteiligung auf die Gesellschafter verteilt. Verluste sind, soweit durch sie ein negatives Kapitalkonto entsteht oder dessen Saldo sich erhöht, gemäß § 15a EStG nicht ausgleichsfähig. Sie werden gesondert festgestellt und sind mit zukünftigen Gewinnen verrechenbar.

### Umsatzsteuer
Die KG ist Unternehmer im Sinne des Umsatzsteuergesetzes (§ 2 UStG).

### Erbschaft-/Schenkungsteuer
Die Übertragung eines mitunternehmerischen KG-Anteils im Wege der Schenkung oder Erbfolge auf einen Nachfolger unterliegt der Erbschaft-/Schenkungsteuer. Die Beteiligung wird mit dem gemeinen Wert (Verkehrswert inklusive der stillen Reserven) steuerlich bewertet, zugleich können die weitreichenden Steuerbegünstigungen für Betriebsvermögen in Anspruch genommen werden (§ 13a ErbStG). Zur Wertermittlung kommen verschiedene Bewertungsmethoden in Betracht. Erhält der Erbe nicht den Gesellschaftsanteil, sondern eine Abfindung, ist diese mit dem Nennwert steuerpflichtig und nicht steuerbegünstigt.

## Sonderformen

### GmbH & Co. KG
Wenn der Komplementär eine GmbH ist, dann lautet die Firmierung aus firmenrechtlichen Gründen GmbH & Co. KG. Sobald neben der GmbH ein weiterer Komplementär eine natürliche Person ist, ist der Hinweis auf die GmbH & Co. KG nicht mehr notwendig; es reicht dann der Zusatz KG.

### UG (haftungsbeschränkt) & Co. KG
Die mit dem Gesetz zur Modernisierung des GmbH-Rechts und zur Bekämpfung von Missbräuchen (MoMiG) eingeführte Unternehmergesellschaft (haftungsbeschränkt) stellt grundsätzlich eine GmbH mit reduziertem Mindestkapital dar. Dementsprechend besteht auch die Möglichkeit einer UG (haftungsbeschränkt) & Co. KG. Das Eigenkapital des Vollhafters kann damit faktisch auf einen Euro reduziert werden.

### OHG-KG
Sehr selten ist die OHG-KG, bei der der Komplementär aus einer Offenen Handelsgesellschaft besteht, die wiederum aus mehreren GmbHs oder AGs bestehen kann. Dann muss in der Firma auf die Haftungsbeschränkung hingewiesen werden, z. B. mit GmbH & Co. OHG KG. Diese Form der KG wird gelegentlich gewählt, wenn mehrere Konzerne mit ihren Töchtern in einem Spezialgebiet gemeinsame Interessen verfolgen.

### Limited & Co. KG
Bei der Limited & Co. KG ist der Komplementär eine britische Limited. Dies ist möglich, seitdem die Limited eine anerkannte Rechtsform in Deutschland ist. Ein Vorteil gegenüber der GmbH & Co. KG ist die geringe Forderung an Nominalkapital für die Gründung der Limited. Dem stehen aber ein erhöhter administrativer Aufwand gegenüber, da die Ltd. im Vereinigten Königreich registriert sein muss, und damit auch den dortigen Vorschriften bezüglich Buchführung, Bilanzierung etc., unterliegt. Eine Variante ist die PLC & Co. KG, bei der eine Public Limited Company den Komplementär stellt.

### ApS & Co. KG
Bei der ApS & Co. KG ist der Komplementär eine dänische Anpartsselskab, vergleichbar mit der deutschen GmbH. Dies ist möglich, seitdem die ApS eine anerkannte Rechtsform in Deutschland ist.
Beispiel: Zur Mühlen Gruppe

### AG & Co. KG
Die AG & Co. KG ist eine Kommanditgesellschaft, deren Komplementär eine Aktiengesellschaft ist.

### Stiftung & Co. KG
Ein vergleichsweise seltener Anwendungsfall ist die Stiftung & Co. KG, bei der eine Stiftung die Funktion des Vollhafters einnimmt. Eine Stiftung & Co. KG ist z. B. Lidl.

### KdöR & Co. KG
Die KdöR & Co. KG ist eine Kommanditgesellschaft, deren Komplementär (und in der Regel auch die Kommanditisten) eine Körperschaft des öffentlichen Rechts ist.

### LLC & Co. KG
Eine seltene Form, die insbesondere von US-amerikanischen Unternehmen gewählt wird, ist die LLC & Co. KG, in der eine amerikanische Limited Liability Company als Komplementär fungiert. Ein Beispiel ist die ehemalige AMD Saxony.

### Investment-KG
Mit dem Kapitalanlagegesetzbuch (KAGB) wurde im Juli 2013 die Investmentkommanditgesellschaft als Unter- bzw. Sonderrechtsform der KG eingeführt, die ihrerseits wiederum die Unterarten offene (§§ 124–138 KAGB) sowie geschlossene Investmentkommanditgesellschaft (§§ 149–161 KAGB) umfasst. Sofern sich aus den jeweiligen Vorschriften des KAGB nichts anderes ergibt, sind die Bestimmungen des HGB anzuwenden.

## Statistik
| Rechtsform                                                                        | Anzahl der umsatzsteuerpflichtigen Unternehmen in Deutschland 2013 |
| --------------------------------------------------------------------------------- | ------------------------------------------------------------------ |
| Kommanditgesellschaften (KG)                                                      | 17.595                                                             |
| Gesellschaft mit beschränkter Haftung & Co. Kommanditgesellschaft (GmbH & Co. KG) | 134.754                                                            |
| Aktiengesellschaft & Co. Kommanditgesellschaft (AG & Co. KG)                      | 685                                                                |
| Gesamt                                                                            | 153.034                                                            |